# Стерлинг-Хайтс
Стерлинг-Хайтс (англ. Sterling Heights) — город, расположенный в округе Маком штата Мичиган (США) с населением 129 699 человек по данным переписи 2010 года.

## География
По данным Бюро переписи населения США Стерлинг-Хайтс имеет общую площадь в 95,31 квадратных километров, из которых 94,56 кв. километров занимает земля и 0,75 кв. километров — вода. Площадь водных ресурсов составляет 0,79 % от всей его площади.
Город Стерлинг-Хайтс расположен на высоте 187 метров над уровнем моря.

## Демография
| Год переписи                               | Нас.   |       | %±    |
| ------------------------------------------ | ------ | ----- | ----- |
| 1970                                       | 61365  |       | —     |
| 1980                                       | 108999 |       | 77,6% |
| 1990                                       | 117810 |       | 8,1%  |
| 2000                                       | 124471 |       | 5,7%  |
| 2010                                       | 129699 |       | 4,2%  |
| 2014                                       | 131741 | [ 5 ] | 1,6%  |
| 1970–2014 Источники: 1970, 1980-2000, 2010 |        |       |       |

По данным переписи населения 2010 года в Стерлинг-Хайтс проживало 129 699 человек, 34 515 семей, насчитывалось 49 451 домашних хозяйств. Средняя плотность населения составляла около 1371,6 человек на один квадратный километр.
Расовый состав Стерлинг-Хайтс по данным переписи распределился следующим образом: 110 426 (85,14 %) — белых, 6697 (5,16 %) — чёрных или афроамериканцев, 8742 (6,74 %) — азиатов, 281 (0,22 %) — коренных американцев, 19 (0,01 %) — выходцев с тихоокеанских островов, 654 (0,5 %) — других народностей, 2880 (2,22 %) — представителей смешанных рас. Испаноязычные или латиноамериканцы составили 2523 человека или 1,95 % от всех жителей.
Из 49 451 домашнего хозяйства в 31 % — воспитывали детей в возрасте до 18 лет, 55 % представляли собой совместно проживающие супружеские пары, в 10,5 % семей женщины проживали без мужей, в 4,3 % семей мужчины проживали без жён, 30,2 % не имели семей. 26,5 % от общего числа семей на момент переписи жили самостоятельно, при этом 10,7 % составили одинокие пожилые люди в возрасте 65 лет и старше. Средний размер домашнего хозяйства составил 2,61 человек, а средний размер семьи — 3,2 человек.
Население по возрастному диапазону по данным переписи 2010 года распределилось следующим образом: 28 200 человек (21,74 %) — жители младше 18 лет, 11 327 человек (8,73 %) — от 18 до 24 лет, 16 151 человек (12,45 %) — от 25 до 34 лет, 27 061 человек (20,86 %) — от 35 до 49 лет, 27 259 человек (21,02 %) — от 50 до 64 лет и 19 701 человек (15,19 %) — в возрасте 65 лет и старше. Средний возраст жителей составил 40,4 года. На каждые 100 женщин в Стерлинг-Хайтс приходилось 94,1 мужчин, при этом на каждые сто женщин 18 лет и старше приходилось 90,8 мужчин также старше 18 лет.